# Fafaatu
Fafaatu (auch: Favatu, Fawatu Island, Isolotto Favatu) ist eine winzige Insel in Somalia. Sie gehört politisch zu Jubaland.

## Geographie
Die Insel liegt südlich vor der Punta Tartaruga,  mit dem Observation Spot Kisimayu Island und Kismayu Seaport. Sie ist eine der Bajuni-Inseln in der Bucht von Kismaayo. Im Süden schließt sich in einiger Entfernung Bishikaani an. In der Bucht von Kismaayo liegen zahlreiche weitere winzige Inseln und mehrere Riffe und Felsen, unter anderem Biloone, Blaankeed Noo, Meedso und Fered.
Auf der Insel steht das historische Seezeichen Fawatu White Pillar.

## Klima
Als Klima herrscht heißes Steppenklima mit Monsuneinfluss.